# ألما سميث جاكوبس
ألما سميث جاكوبس (بالإنجليزية: Alma Smith Jacobs) هي أمينة مكتبة أمريكية، ولدت في 21 نوفمبر 1916 في لويستاون في الولايات المتحدة، وتوفيت في 18 ديسمبر 1997.